# Alessa Gillespie
Alessa Gillespie es un personaje ficticio de la serie de videojuegos Silent Hill y la película del mismo nombre.

## Hechos
No existen fechas explícitas en los juegos, excepto en algunas lápidas de Silent Hill Homecoming. Sin embargo, se sabe que Alessa fue quemada a los 7 años por su madre, Dahlia, para llevar a cabo un ritual cuyo objetivo es desencadenar el nacimiento de una deidad malévola que divide su alma en dos.  
Para evitar esto, durante Silent Hill: Origins, Alessa y Cheryl encargan a su hermana gemela, Alexia, alejarla de la ciudad. 
Transcurridos esos siete años, comienza Silent Hill , donde para ese entonces Alessa y Alexia tienen 14 años, y Cheryl 7. Al final del juego, las mitades vuelven a juntarse y renacen como un bebé que Harry bautiza como Heather. 
Diecisiete años después comienza Silent Hill 3 donde se ve que Heather (Alessa renacida) se queda con su hermana gemela a quien se le redujo la edad a 4 años, aunque sigue recordando su pasado y cuidando de su nueva hermana.

## Personalidad
Alessa es un alma torturada, con una existencia trágica desde su nacimiento por culpa de su madre, quien la veía como un objeto para sus propósitos dentro del culto del pueblo.  
El no tener padre influye notoriamente en su apego involuntario hacia otras personas, aun cuando no las conoce (se pueden citar los casos de Claudia Wolf, Lisa Garland, Douglas Cartland, al reencarnarse en Heather- y Harry Mason). 
Se ve que, una vez que Alessa siente apego por alguien, lo valora por encima de sí misma, como ocurrió con la otra mitad de su alma, Cheryl, o con Harry, queriéndoles ahorrar todo el dolor y sufrimiento que ella experimentó durante su vida. 
Alessa siente apego y cariño incondicional hacia Harry, a quien ve como el padre que nunca tuvo, producto del trato que su otra mitad, Cheryl, recibió en los siete años que permaneció bajo su cuidado y por el hecho de que Harry logró cumplir el deseo de Alessa de ser querida y aceptada como una persona en el mundo.
No obstante, Alessa tiene algo de malicia en el interior de su corazón, como se puede ver en Silent Hill: Origins. Podría deberse en parte al maltrato que sufrió de parte de sus compañeros de escuela, su madre y el culto. El Otro Mundo y el Mundo de Niebla son representaciones de la percepción distorsionada que Alessa tiene de Silent Hill y su vida en él. 
A Alessa se le reconoce por su negatividad, desprecio y oscuridad de espíritu. Además, es indudablemente irascible y pierde fácilmente su visión de un paraíso placentero y el deseo de ser querida. Sin embargo, se ha demostrado que Alessa tiene cantidades asombrosas de fuerza de voluntad, que demuestra en sus siete largos años de dolor, miedo y locura, y negándose a dejarse utilizar.

## EnSilent Hill
Alessa es la hija de Dahlia Gillespie, la líder del culto religioso que rige a Silent Hill, conocido solamente como La Orden. Debido a los ritos y hechizos a los que su madre se sometía por orden del Culto, Alessa nació con poderes paranormales que causaban temor en la gente y rechazo por parte de sus compañeros de escuela y crueles burlas de parte de los mismos. 
Estos poderes hicieron que su madre tuviera la intención de usar a Alessa para dar a luz al dios que adoraba La Orden de Silent Hill. Para esto, Dahlia sometió a su hija a varios ritos y hechizos hasta quemarla viva para completar la incubación del dios, prendiendo fuego a su propia casa con su hija dentro. 
Alessa sobrevivió, a pesar de estar carbonizada y llena de heridas, solo por tener el poder del dios dentro de ella, pero esto causó también que su alma se dividiera en dos, por lo que su madre no pudo completar el hechizo y traer al dios al mundo. Lisa Garland, la enfermera que cuidó de Alessa durante siete años, fue la única persona que le demostró cariño y afecto; también se encargó de llevarse consigo la otra mitad del alma de Alessa, una bebé recién nacida, a quien terminaría alejando del pueblo.
Siete años después, Dahlia logró hacer que la otra mitad del alma, ya como una niña llamada Cheryl, regresara al pueblo para completar el ritual.
Alessa, aún en cama y sin poder moverse, sufriendo eternamente por las quemaduras y por ser solo un instrumento para su madre, utiliza sus poderes y el poder del dios que trae dentro de ella para crear un mundo alterno de Silent Hill donde puede moverse y escapar de su madre, además de mantener a su otra mitad alejada, pero esto también causa que las creaciones y pesadillas de la mente de Alessa se vuelvan realidad en este mundo alterno.
Para su desgracia, Dahlia logra neutralizarla engañando a Harry Mason, el padre adoptivo de su otra mitad, Cheryl, y une a las dos almas en dicho ritual y así se materializa el dios del culto de Silent Hill en forma de íncubo.
Harry Mason logra destruir a este dios, sin embargo, Alessa y Cheryl mueren unidas después de que un bebé renaciese de su cuerpo fusionado. Harry se lo lleva y la adopta como su nueva hija a quien llama Cheryl, pero luego de ciertos eventos previos a Silent Hill 3, Harry le tiñe el cabello (de oscuro a rubio) y la llama Heather para mantenerla oculta de La Orden.

## EnSilent Hill 3
Aunque Alessa Gillespie quizá no tiene ninguna aparición física en el juego, sigue teniendo peso en la historia, su reencarnación, Heather (adolescente de 17 años y protagonista del juego), no es sino el bebé que Harry Mason obtiene al final del primer juego como resultado de la muerte de la fusión de Alessa y Cheryl. Ya que Heather es la reencarnación de Alessa, el Culto de Silent Hill planea usarla para traer al mundo al dios que adoran. 
Alessa no vuelve a aparecer físicamente, pero los monstruos y el mundo alterno en el que entra Heather constantemente es muy parecido al que fue creado por las pesadillas y temores de Alessa en el primer Silent Hill. También, aunque no se trata de Alessa en persona, uno de los grandes jefes del juego es Memoria de Alessa, que es un tipo de clon de Heather bañado en sangre y óxido que intenta matarla, creada inconscientemente por la mente de Heather. 
Este enemigo no es ni más ni menos que el último intento de Alessa por acabar consigo misma (o su reencarnación) y evitar que el dios del culto logre nacer.

## Película
La película Silent Hill se diferencia del videojuego en varios aspectos. Alessa sigue siendo hija de una madre soltera, y nace con poderes sobrenaturales, por los que es hostigada por sus compañeros de colegio y también violada por Colin, el conserje. Adicionalmente, Christabella (la que se demuestra que es hermana de su madre), una fanática religiosa, y su secta la queman viva. Alessa no muere, sino que sus poderes paranormales envuelven a Silent Hill en otra dimensión. 
Una parte de ella se encarna en un bebé que adopta los Da Silva, que la crían hasta los 9 años, momento en el cual comienza a desarrollarse la trama.
La niña sueña con Silent Hill, y su madre, Rose, decide llevarla porque estas pesadillas le ocurren constantemente. Cuando están ya cerca, Cybil, una policía, las persigue porque en una estación de servicio pudo ver a Sharon llorando en brazos de Rose, lo que le hizo sospechar que había secuestrado a la niña. 
Pide los papeles y hace preguntas a Rose; finalmente la deja circular, pero Cybil apunta la matrícula y características de su camioneta. Más tarde, ya muy cerca de Silent Hill, Rose ve a Cybil exigiendo que detenga su vehículo por uno de los retrovisores, pero ella aprieta el acelerador y traspasa la verja de seguridad del puente que lleva al pueblo; poco después sufren un accidente al tratar de esquivar la silueta de una niña en medio de la calzada.
Al despertar, Rose no ve a Sharon en el coche (Lo que es muy similar al principio de Silent Hill 1, el videojuego). Cuando sale del vehículo, Cybil la arresta, pero entre un ataque de un monstruo, Rose logra escapar para ir en busca de su hija. Atraviesa la ciudad, enfrentándose a criaturas extrañas. 
Siguiendo las pistas dejadas por Alessa, que primero la llevan a la escuela a la que asistía, donde se encuentra con el cadáver del conserje Colin; después se encuentra con Cybil, quien la rescata de un ataque de numerosas cucarachas mutantes, y se enfrentan a un brutal ataque de Pyramid Head, un famoso personaje de la serie con un tipo de cuchillo gigante. 
Rose, que había encontrado una pista en la boca del cadáver de Colin, y Cybil se dirigen a un hotel, donde se encuentran con Anna, la que les enseña el extraño símbolo que ve Rose en algunos de los edificios de Silent Hill. Una joven les da un poco de información, y las lleva a su santuario para protegerse de la oscuridad, de la que ella no logra escapar, y muere a manos de Pyramid Head.
En la iglesia, Christabella, la líder de ese culto quiere poner a prueba la fe de Rose y haciéndole caso a su petición le dice cómo llegar a la entrada del hospital donde se supone que está el mismísimo diablo, pero al ver la foto de Sharon en su colgante piensa que es una enviada del mal y quiere detenerla, pero no lo logra porque la Cybil la ayuda a entrar. En cambio, captura y golpea despiadadamente a Cybil.
Rose llega a las entrañas del hospital, y ahí se encuentra con la verdadera forma de Alessa, que ya es mujer, pero tiene el cuerpo deformado por las quemaduras. También aparece una forma infantil de Alessa, quien es la manifestación del lado oscuro de su alma. Mientras la ayuda a cobrar venganza, y le muestra a Rose lo que sucedió, se descubre la verdad sobre su historia. 
Finalmente, Rose regresa a la iglesia e intenta convencer a todos de que lo que los tiene encerrados ahí es su odio, su egoísmo y su falta de compasión; Christabella no permite que intente quitarle el poder de su fe y la apuñala; pero no la mata, ya que Rose trae consigo el mal, y lo expulsa en el sagrado lugar que produce un gran agujero en el centro de la iglesia, un acceso por donde entra Alessa postrada en su cama y mata a todos los integrantes de la secta, entre ellos Christabella, a quien descuartiza con alambre de púas. 
Cuando todo termina, Alessa regresa a su cuerpo combinándose con su otra parte, Sharon. Rose y Sharon/Alessa regresan a casa, pero al llegar no ven a nadie, ya que permanecen en otra dimensión.
En la secuela, Silent Hill: Revelation, todo esto es cambiado: Alessa fue quemada para dar a luz al dios de la Orden, y Sharon nunca se fusionó con Alessa.

## Características
- Alessa es el único personaje importante en Silent Hill que no aparece en Silent Hill: Shattered Memories, aunque Cheryl Heather Mason podría ser visto como una mezcla de Alessa y sus encarnaciones. Así mismo, Dahlia sigue siendo su madre.
- Alessa es el primer personaje que aparece en la serie Silent Hill, haciendo su debut en unos segundos de la secuencia de apertura de Silent Hill.
- Alessa en italiano significa "Defensora de la humanidad". Esto puede ser una alusión a su uso como sacrificio para dar a luz a un "Dios" y llevar a cabo un "paraíso".

- El personaje de Alessa está inspirado en parte por la novela Carrie de Stephen King, donde la protagonista también posee poderes psíquicos y es acosada en la escuela.
- El nombre "Alessa" es una variante de "Alessia," que tiene raíces en el nombre griego "Alexia," que significa "defensora" o "protectora."
- Alessa tenía siete años cuando fue sometida al ritual de inmolación por su madre, Dahlia Gillespie.
- Alessa no solo aparece en el primer juego de Silent Hill, sino que también juega un papel importante en Silent Hill 3, donde es la forma reencarnada de Heather Mason.
- En el primer juego, Alessa tiene una apariencia diferente a la de Cheryl, su otra mitad. En Silent Hill 3, Heather (la reencarnación de Alessa) se ve completamente diferente, lo cual es un intento de ocultarla de La Orden.
- Alessa utiliza un símbolo de círculo mágico, que se ve en varios lugares del juego. Este símbolo tiene similitudes con símbolos reales utilizados en rituales de protección y esotéricos.
- Alessa sobrevivió a quemaduras severas y vivió en un estado de constante dolor y sufrimiento debido a sus poderes y al poder del dios dentro de ella.
- Lisa Garland, la enfermera que cuidó a Alessa, se convirtió en una figura maternal para ella. En el juego, Lisa también está atrapada en Silent Hill, y su destino está trágicamente ligado al de Alessa.
- Los monstruos y horrores que Harry Mason enfrenta en Silent Hill son manifestaciones de los miedos, traumas y pesadillas de Alessa, traídos a la realidad por sus poderes paranormales.
- Alessa es responsable de la creación del mundo alterno de Silent Hill, un reflejo distorsionado y pesadillesco de la ciudad real, utilizado para mantener a su madre y al culto alejados.
- El fuego que Alessa sufrió es simbólico en muchas culturas y mitologías, representando purificación, renacimiento y, en este caso, su conexión con el dios que La Orden intentaba traer al mundo.